# Мадагаскар на летних Олимпийских играх 1984
Мадагаскар принимал участие в Летних Олимпийских играх 1984 года в Лос-Анджелесе (США) в пятый раз за свою историю, но не завоевал ни одной медали.